# Hohe Brücke (Griesheim)
Die Hohe Brücke ist eine Straßenbrücke über den „Landgraben“ im „Gewann vor der hohen Brücke“ am Nordwestrand der Gemarkung Griesheim.

## Konstruktion und Geschichte
Die einbogige Sandsteinbrücke überquert den im späten Mittelalter angelegten „Landgraben“, der hier noch als Reststück existiert.
Über die Brücke führt der „Alte Dornheimer Weg“, der die ehemalige Residenzstadt Darmstadt mit dem Schloss in Dornberg verbindet.
Im Schlussstein ist die Datierung 1749 und ein Hessischer Löwe zu sehen.
Die Brücke ist ungefähr 5 m lang und rund 3 m breit.
Die seitlichen Brückenflanken sind etwa 0,5 m hoch über Straßenniveau aufgemauert und rund 0,4 m dick.
Der Weg über die Brücke ist mit Basalt gepflastert.

## Denkmalschutz
Wegen ihrer Bedeutung für die Brückenbautechnik und -geschichte steht die Hohe Brücke unter Denkmalschutz.